# Ronald Micura
 Ronald Micura là một nhà hóa học người Áo, đã đoạt giải Lieben năm 2005.
Micura học hóa học ở Đại học Johannes Kepler tại Linz và đậu bằng tiến sĩ hóa học năm 1995. Sau khi nghiên cứu hậu tiến sĩ ở Đại học Zürich và Viện Sinh hóa Skaggs, ông trở thành giáo sư ở Đại học Innsbruck năm 2000.

## Giải thưởng
- 2005 Giải Lieben